# Ново-Никитское
Ново-Никитское — деревня в составе Горицкого сельского поселения Кимрского района Тверской области.

## География
Находится в 6 км на юго-восток от центра поселения села Горицы и в 50 км на северо-запад от районного центра города Кимры.

## История
В 1831 году в селе была построена каменная Знаменская церковь с 3 престолами, метрические книги с 1780 года. 
В конце XIX — начале XX века село входило в состав Горицкой волости Корчевского уезда Тверской губернии. 
С 1929 года деревня входила в состав Вереинского сельсовета Горицкого района Кимрского округа Московской области, с 1935 года — в составе Калининской области, с 1963 года — в составе Кимрского района, с 1994 года — в составе Кошкинского сельского округа, с 2005 года — в составе Горицкого сельского поселения.

## Население
| 1859 | 1887 | 2002 | 2008 | 2010 |
| ---- | ---- | ---- | ---- | ---- |
| 91   | ↘88  | ↘4   | ↘2   | ↘1   |